# كودي كاميرون
كودي كاميرون (بالإنجليزية: Cody Cameron)‏ مواليد 12 أكتوبر 1970 في الولايات المتحدة، هو ممثل ومخرج وكاتب سيناريو أمريكي.

## الأعمال
- هروب الدجاج
- شريك
- شريك 4-دي
- أسطورة البحار السبعة
- شريك 2
- مدغشقر
- موسم صيد
- ركوب الأمواج
- شريك الثالث
- موسم صيد 2

## وصلات خارجية
- كودي كاميرون على موقع IMDb (الإنجليزية)
- كودي كاميرون على موقع ألو سيني (الفرنسية)
- كودي كاميرون على موقع أول موفي (الإنجليزية)
- كودي كاميرون على موقع قاعدة بيانات الأفلام السويدية (السويدية)
- كودي كاميرون على موقع قاعدة بيانات الفيلم (الإنجليزية)
- كودي كاميرون على موقع كينوبويسك (الروسية)